# مكيمة العليا (لودر)

تعديل مصدري - تعديل

مكيمة العليا هي إحدى قرى عزلة زارة بمديرية لودر التابعة لمحافظة أبين، بلغ تعداد سكانها 176 نسمة حسب تعداد اليمن لعام 2004.